# 罗莎·赖因
罗莎·赖因（1897年3月24日—2010年2月14日）是一位出生於德國的瑞士超級人瑞，也是瑞士有史以來去世的最年長的人。

## 生平
罗莎·赖因出生於上西利西亞的傑奇科維採，當時是德意志帝國，但現在屬於波蘭。她在一個有24名員工的農業莊園長大，家庭條件優渥，有5個兄弟姐妹。她在鄰近的梅斯沃維采採上學，最後上了大學，她結婚並與丈夫經營紡織生意。身為德國猶太人，她在水晶之夜後與丈夫逃往巴西。她的母親後來死於納粹集中營。她的丈夫在他們抵達巴西後不久也去世了。
1949年，她再婚。由於丈夫健康狀況不佳，他們於1964年搬到熱內亞，之後定居於瑞士帕拉迪索。1973年，赖因的第二個丈夫也跟著去世，她結婚了兩次，但是都沒有子女。，她剩下的家人住在國外。她一直獨自生活，直到2001年才決定搬到一家養老院，並在那裡一直生活到去世。

## 長壽紀錄
- 2006年9月，萊因成為瑞士的在世最年長者。
- 2008年6月，成為瑞士史上最年長者。
- 2009年1月，貝爾塔·羅森伯格去世，她成為猶太人的在世最年長者。